# Carlos Santamaría
Carlos Miguel Santamaría (Buenos Aires, 25 settembre 1912 – Buenos Aires, 31 marzo 1998) è stato un calciatore argentino, di ruolo difensore e centrocampista.

## Caratteristiche tecniche
In Argentina giocò sia come difensore che come centrocampista; fu impiegato come mediano destro e sinistro e come centromediano (in quest'ultima posizione ben figurò al Platense, tanto che la rivista El Gráfico lo indicò come una delle rivelazioni della Primera División 1931). In Brasile, invece, scese in campo solo come centrocampista (centromediano).

## Carriera

### Club
Santamaría debuttò in massima serie argentina nella stagione 1929. Vestendo la maglia del Platense di Vicente López, giocò per tutto il campionato; si mise in evidenza per la sua abilità nel ricoprire le mansioni del centromediano durante il torneo 1931. Al termine del torneo fu ceduto, insieme a Sánchez, per coprire, con il ricavato, i costi degli stipendi della rosa. Giunse così al River Plate di Buenos Aires: alla sua prima stagione con il club dalla banda rossa vinse la Primera División della Liga Argentina de Football, giocando peraltro da titolare nell'incontro finale contro l'Independiente. Rimase poi nei ranghi della società per i successivi cinque campionati, ottenendo un nuovo titolo nazionale nel 1936, sotto la guida dell'ungherese Imre Hirschl. A metà del 1937 lasciò l'Argentina per il Brasile. Ad accoglierlo nella propria rosa fu il Fluminense di Rio de Janeiro, con la cui maglia debuttò il 27 giugno 1937. Disputò due edizioni del campionato Carioca, nel 1937 e nel 1938, vincendole entrambe; dopo aver giocato l'ultimo incontro per il Flu l'8 gennaio 1939 fece ritorno al River Plate. Nel 1941 tornò in Brasile, stavolta al Flamengo: vi giocò un'unica partita, il 24 aprile 1941 contro il Vasco da Gama. Si ritirò nello stesso anno, dopo aver indossato i colori del Botafogo.

### Nazionale
Santamaría giocò contro l'Uruguay tutte le sue 6 gare con l'Argentina: debuttò in Nazionale il 5 febbraio 1933. Giocò poi le amichevoli del 14 dicembre 1933 e del 18 luglio 1934 a Montevideo, e quella del 15 agosto 1934 ad Avellaneda. Il 18 luglio 1935 presenziò invece durante la Copa Héctor Gómez, e il 15 agosto dello stesso anno nella Copa Juan Mignaburu.

## Statistiche

### Cronologia presenze e reti in Nazionale
| Cronologia completa delle presenze e delle reti in nazionale ― Argentina | Cronologia completa delle presenze e delle reti in nazionale ― Argentina | Cronologia completa delle presenze e delle reti in nazionale ― Argentina | Cronologia completa delle presenze e delle reti in nazionale ― Argentina | Cronologia completa delle presenze e delle reti in nazionale ― Argentina | Cronologia completa delle presenze e delle reti in nazionale ― Argentina | Cronologia completa delle presenze e delle reti in nazionale ― Argentina | Cronologia completa delle presenze e delle reti in nazionale ― Argentina |
| Data                                                                     | Città                                                                    | In casa                                                                  | Risultato                                                                | Ospiti                                                                   | Competizione                                                             | Reti                                                                     | Note                                                                     |
| ------------------------------------------------------------------------ | ------------------------------------------------------------------------ | ------------------------------------------------------------------------ | ------------------------------------------------------------------------ | ------------------------------------------------------------------------ | ------------------------------------------------------------------------ | ------------------------------------------------------------------------ | ------------------------------------------------------------------------ |
| 05/02/1933                                                               | Avellaneda                                                               | Argentina                                                                | 4 – 1                                                                    | Uruguay                                                                  | Amichevole                                                               | 0                                                                        |                                                                          |
| 14/12/1933                                                               | Montevideo                                                               | Uruguay                                                                  | 1 – 0                                                                    | Argentina                                                                | Amichevole                                                               | 0                                                                        |                                                                          |
| 18/07/1934                                                               | Montevideo                                                               | Uruguay                                                                  | 2 – 2                                                                    | Argentina                                                                | Amichevole                                                               | 0                                                                        |                                                                          |
| 15/08/1934                                                               | Avellaneda                                                               | Argentina                                                                | 1 – 0                                                                    | Uruguay                                                                  | Amichevole                                                               | 0                                                                        |                                                                          |
| 18/07/1935                                                               | Montevideo                                                               | Uruguay                                                                  | 1 – 1                                                                    | Argentina                                                                | Copa Héctor Gómez                                                        | 0                                                                        |                                                                          |
| 15/08/1935                                                               | Avellaneda                                                               | Argentina                                                                | 3 – 0                                                                    | Uruguay                                                                  | Copa Juan Mignaburu                                                      | 0                                                                        |                                                                          |
| Totale                                                                   |                                                                          | Presenze                                                                 | 6                                                                        |                                                                          | Reti                                                                     | 0                                                                        |                                                                          |

## Palmarès

### Club

#### Competizioni nazionali
- Campionato argentino: 2

River Plate: 1932, 1936
- Campionato Carioca: 2

Fluminense: 1937, 1938